# 禾丰镇 (什邡市)
禾丰镇，是中华人民共和国四川省德阳市什邡市下辖的一个乡镇级行政单位。

## 行政区划
禾丰镇下辖以下地区：
场镇社区、谷华村、三圣村、镇江村、龚林村、和平村、文顺村和木泉村。